# Open de Moselle
Open de Moselle — мужской международный теннисный турнир, проходящий в Меце (Франция) в ноябре на крытых хардовых кортах дворца спорта «Arènes de Metz». Турнир относится к категории ATP 250, с призовым фондом около 650 тысяч евро и турнирной сеткой, рассчитанной на 28 участников в одиночном разряде и 16 пар.

## История
В 1980-е годы в Меце пять раз (раз в два года) проходил турнир Гран-При. Большой теннис вернулся в Мец в 2003 году, когда туда был перенесён турнир, до этого проходивший в Тулузе. Турнир в Тулузе был прекращён после того, как от взрыва на местном заводе азотных удобрений сильно повредил городской спорткомплекс. Новому турниру была присвоена базовая категория ATP International. Местом проведения стал недавно построенный спорткомплекс «Arènes de Metz», трибуны главного корта в котором рассчитаны на 4500 мест. В 2023 году турнир был перенесён с сентября на ноябрь.
Директором турнира является бывший профессиональный теннисист Жюльен Бутте.

## Победители и финалисты
За время проведения турнира в Меце обозначилось явное превосходство хозяев корта. В одиночном разряде французы первенствовали пять раз подряд с 2009 по 2013 год, в том числе Жиль Симон и Жо-Вильфрид Тсонга по два раза, а ещё две победы французов приходятся на первые розыгрыши турнира. Победив в 2019 году, Тсонга стал рекордсменом по числу побед в одиночных соревнованиях, доведя их количество до четырёх. Вторым идёт также француз Жиль Симон, взявший в 2018 году третий титул.
В парном разряде безусловными лидерами являются также французы, Николя Маю и Эдуар Роже-Васслен, выигравшие турнир также по четыре раза и два раза из них, выступая одной паре. По три раза победу одержали Микаэль Льодра, Арно Клеман (из них дважды побеждали вместе). В 2010-м году впервые в истории парного турнира в финале не было ни одной местной пары.
Дмитрий Турсунов — единственный представитель стран бывшего СССР, выигрывавший в Меце. Он выиграл в одиночном турнире в 2008 году.
| Год  | Победитель                                     | Финалист                                       | Счёт                                           |
| ---- | ---------------------------------------------- | ---------------------------------------------- | ---------------------------------------------- |
| 2024 | Бенжамен Бонзи                                 | Кэмерон Норри                                  | 7-6(6) 6-4                                     |
| 2023 | Юго Эмбер                                      | Александр Шевченко                             | 6-3 6-3                                        |
| 2022 | Лоренцо Сонего                                 | Александр Бублик                               | 7-6(3) 6-2                                     |
| 2021 | Хуберт Хуркач                                  | Пабло Каррено Буста                            | 7-6(2) 6-3                                     |
| 2020 | Отменён из-за пандемии коронавирусной инфекции | Отменён из-за пандемии коронавирусной инфекции | Отменён из-за пандемии коронавирусной инфекции |
| 2019 | Жо-Вильфрид Тсонга (4)                         | Аляж Бедене                                    | 6-7(4) 7-6(4) 6-3                              |
| 2018 | Жиль Симон (3)                                 | Маттиас Бахингер                               | 7-6(2) 6-1                                     |
| 2017 | Петер Гоёвчик                                  | Бенуа Пер                                      | 7-5 6-2                                        |
| 2016 | Люка Пуй                                       | Доминик Тим                                    | 7-6(5) 6-2                                     |
| 2015 | Жо-Вильфрид Тсонга (3)                         | Жиль Симон                                     | 7-6(5) 1-6 6-2                                 |
| 2014 | Давид Гоффен                                   | Жуан Соуза                                     | 6-4 6-3                                        |
| 2013 | Жиль Симон (2)                                 | Жо-Вильфрид Тсонга                             | 6-4 6-3                                        |
| 2012 | Жо-Вильфрид Тсонга (2)                         | Андреас Сеппи                                  | 6-1 6-2                                        |
| 2011 | Жо-Вильфрид Тсонга                             | Иван Любичич                                   | 6-3 6-7(4) 6-3                                 |
| 2010 | Жиль Симон                                     | Миша Зверев                                    | 6-3 6-2                                        |
| 2009 | Гаэль Монфис                                   | Филипп Кольшрайбер                             | 7-6(1) 3-6 6-2                                 |
| 2008 | Дмитрий Турсунов                               | Поль-Анри Матьё                                | 7-6(6) 1-6 6-4                                 |
| 2007 | Томми Робредо                                  | Энди Маррей                                    | 0-6 6-2 6-3                                    |
| 2006 | Новак Джокович                                 | Юрген Мельцер                                  | 4-6 6-3 6-2                                    |
| 2005 | Иван Любичич                                   | Гаэль Монфис                                   | 7-6(7) 6-0                                     |
| 2004 | Жером Энель                                    | Ришар Гаске                                    | 7-6(9) 6-4                                     |
| 2003 | Арно Клеман                                    | Фернандо Гонсалес                              | 6-3 1-6 6-3                                    |

| Год  | Победители                                     | Финалисты                                      | Счёт                                           |
| ---- | ---------------------------------------------- | ---------------------------------------------- | ---------------------------------------------- |
| 2024 | Сандер Арендс Люк Джонсон                      | Альбано Оливетти Пьер-Юг Эрбер                 | 6-4 3-6 [10-3]                                 |
| 2023 | Ян Зелиньский (3) Юго Нис (2)                  | Хендрик Йебенс Константин Францен              | 6-4 6-4                                        |
| 2022 | Ян Зелиньский (2) Юго Нис                      | Ллойд Гласспул Харри Хелиёваара                | 7-6(5) 6-4                                     |
| 2021 | Ян Зелиньский Хуберт Хуркач                    | Юго Нис Артур Риндеркнех                       | 7-5 6-3                                        |
| 2020 | Отменён из-за пандемии коронавирусной инфекции | Отменён из-за пандемии коронавирусной инфекции | Отменён из-за пандемии коронавирусной инфекции |
| 2019 | Роберт Линдстедт Ян-Леннард Штруфф             | Николя Маю Эдуар Роже-Васслен                  | 2-6 7-6(1) [10-4]                              |
| 2018 | Николя Маю (4) Эдуар Роже-Васслен (4)          | Кен Скупски Нил Скупски                        | 6-1 7-5                                        |
| 2017 | Жюльен Беннето (2) Эдуар Роже-Васслен (3)      | Уэсли Колхоф Артём Ситак                       | 7-5 6-3                                        |
| 2016 | Хулио Перальта Орасио Себальос                 | Майкл Винус Мате Павич                         | 6-3 7-6(4)                                     |
| 2015 | Лукаш Кубот Эдуар Роже-Васслен (2)             | Николя Маю Пьер-Юге Эрбер                      | 2-6 6-3 [10-7]                                 |
| 2014 | Марцин Матковский Мариуш Фирстенберг           | Марин Драганя Хенри Континен                   | 6-7(3) 6-3 [10-8]                              |
| 2013 | Юхан Брунстрём Равен Класен                    | Николя Маю Жо-Вильфрид Тсонга                  | 6-4 7-6(5)                                     |
| 2012 | Николя Маю (3) Эдуар Роже-Васслен              | Юхан Брунстрём Фредерик Нильсен                | 7-6(3) 6-4                                     |
| 2011 | Джейми Маррей Андре Са                         | Лукаш Длоуги Марсело Мело                      | 6-4 7-6(7)                                     |
| 2010 | Дастин Браун Рогир Вассен                      | Марсело Мело Бруно Соарес                      | 6-3 6-3                                        |
| 2009 | Кен Скупски Колин Флеминг                      | Арно Клеман Микаэль Льодра                     | 2-6 6-4 [10-5]                                 |
| 2008 | Арно Клеман (3) Микаэль Льодра (3)             | Марцин Матковский Мариуш Фирстенберг           | 5-7 6-3 [10-8]                                 |
| 2007 | Арно Клеман (2) Микаэль Льодра (2)             | Марцин Матковский Мариуш Фирстенберг           | 6-1 6-4                                        |
| 2006 | Ришар Гаске Фабрис Санторо (2)                 | Юрген Мельцер Юлиан Ноул                       | 3-6 6-1 [11-9]                                 |
| 2005 | Микаэль Льодра Фабрис Санторо                  | Хосе Акасусо Себастьян Прието                  | 5-2 3-5 5-4(4)                                 |
| 2004 | Арно Клеман Николя Маю (2)                     | Урос Вико Иван Любичич                         | 6-2 7-6(8)                                     |
| 2003 | Жюльен Беннето Николя Маю                      | Микаэль Льодра Фабрис Санторо                  | 7-6(2) 6-3                                     |